# Herbert Danninger
Herbert Danninger (* 25. Oktober 1955 in Linz) ist ein österreichischer Chemiker und Pulvermetallurge.

## Leben und Wirken
Herbert Danninger besuchte ab 1966 das Gymnasium in Linz, welches er 1974 mit der Matura abschloss. Ab 1974 studierte er an der Technischen Universität Wien (TU Wien) Technische Chemie und arbeitete ab 1978 dort als wissenschaftlicher Assistent. Er schloss 1979 das Diplomstudium ab und promovierte bereits 1980 zum Thema Influence of the Manufacturing Parameters on the Properties of Tungsten Heavy Alloys zum Dr. techn. Seine Venia Docendi für das Fach Pulvermetallurgie wurde ihm 1989 für seine Habilitationsschrift Homogenisation during Sintering with Transient Liquid Phase verliehen und 1993 wurde er zum Leiter der Abteilung Pulvermetallurgie am Institut für Chemische Technologie Anorganischer Stoffe ernannt. Ab 1997 war er Außerordentlicher Universitätsprofessor und seit 1. Mai 2003 als Nachfolger von Benno Lux  Universitätsprofessor für Chemische Technologie anorganischer Stoffe an der TU Wien. Von 2004 bis 2011 war Danninger dort der Direktor des Institute of Chemical Technologies and Analytics und von 2011 bis 2019 Dekan der Fakultät für Technische Chemie.
Danninger war der Leiter der Forschungsgruppe Pulvermetallurgie an der TU Wien und seit 2003 der Vorsitzende des Fachausschusses Pulvermetallurgie der Austrian Society for Metallurgy and Materials (ASMET). Mit Oktober 2021 trat Danninger in den Ruhestand.

## Publikationen
Herbert Danninger veröffentlichte rund 440 Artikel in peer-review Fachzeitschriften oder Tagungsbänden von internationalen Konferenzen.

## Auszeichnungen
- 1984 Dr.-Ernst-Fehrer-Preis der TU Wien[2]
- 2006 Skaupy-Preis[7]
- 2010 Ehrendoktor der Technischen Universität Cluj-Napoca[8]
- APMI Fellow Award[2]
- 2016 Ehrendoktor der Universität Carlos III zu Madrid[9]
- 2018 European Powder Metallurgy Association (EPMA) Fellowship Award[10]
- 2022 Zsigmondy-Medaille[11]